# Lotta greco-romana ai Giochi della XI Olimpiade - Pesi medio-massimi
La competizione della categoria pesi medio-massimi (fino a 87 kg) di lotta greco-romana dei Giochi della XI Olimpiade si è svolta dal 6 al 9 agosto al  Deutschlandhalle in Berlino.

## Formato
Ad ogni incontro venivano assegnate le seguenti penalità:
- 0 = Al vincitore per schienata
- 1 = Al vincitore per decisione
- 2 = Allo sconfitto per decisione (1 giudici contro 2)
- 3 = Allo sconfitto per decisione (0 giudici contro 3)
- 3 = Allo sconfitto per schienata

Con cinque penalità o più il lottatore veniva eliminato.

## Risultati
| Legenda                                  | Legenda |
| ---------------------------------------- | ------- |
| Lottatore con 5 penalità o più Eliminato |         |

### 1 Turno
Si è disputato il 6 agosto.
| Vincitore         | Pen. | Risultato | Sconfitto           | Pen. |
| ----------------- | ---- | --------- | ------------------- | ---- |
| Axel Cadier       | 0    | Schienato | Edvard Westerlund   | 3    |
| Umberto Silvestri | 0    | Schienato | Jean Houdry         | 3    |
| Olaf Knudsen      | 0    | Schienato | František Mráček    | 3    |
| Mustafa Avcioğlu  | 1    | 3:0       | Gyula Bóbis         | 3    |
| Edvīns Bietags    | 0    | Schienato | Werner Seelenbinder | 3    |
| Franz Foidl       | 0    | Schienato | Georg Argast        | 3    |
| August Neo        | 0    | Esentato  |                     |      |

### 2 Turno
Si è disputato il 7 agosto.
| Vincitore           | Pen. | Risultato | Sconfitto        | Pen. |
| ------------------- | ---- | --------- | ---------------- | ---- |
| Axel Cadier         | 1    | 3:0       | August Neo       | 3    |
| Edvard Westerlund   | 3    | Schienato | Jean Houdry      | 6    |
| Umberto Silvestri   | 0    | Schienato | Olaf Knudsen     | 3    |
| Mustafa Avcioğlu    | 2    | 2:1       | František Mráček | 5    |
| Edvīns Bietags      | 0    | Schienato | Gyula Bóbis      | 6    |
| Werner Seelenbinder | 3    | Schienato | Georg Argast     | 6    |
| Franz Foidl         | 0    | Esentato  |                  |      |

### 3 Turno
Si è disputato il 7 agosto.
| Vincitore           | Pen. | Risultato | Sconfitto         | Pen. |
| ------------------- | ---- | --------- | ----------------- | ---- |
| August Neo          | 3    | Schienato | Franz Foidl       | 3    |
| Axel Cadier         | 1    | Schienato | Umberto Silvestri | 3    |
| Olaf Knudsen        | 3    | Schienato | Edvard Westerlund | 6    |
| Edvīns Bietags      | 0    | Schienato | Mustafa Avcioğlu  | 5    |
| Werner Seelenbinder | 3    | Esentato  |                   |      |

### 4 Turno
Si è disputato l'8 agosto.
| Vincitore           | Pen. | Risultato | Sconfitto         | Pen. |
| ------------------- | ---- | --------- | ----------------- | ---- |
| Werner Seelenbinder | 3    | Schienato | Franz Foidl       | 6    |
| August Neo          | 3    | Schienato | Umberto Silvestri | 6    |
| Axel Cadier         | 1    | Schienato | Olaf Knudsen      | 6    |
| Edvīns Bietags      | 0    | Esentato  |                   |      |

### 5 Turno
Si è disputato il 9 agosto.
| Vincitore      | Pen. | Risultato | Sconfitto           | Pen. |
| -------------- | ---- | --------- | ------------------- | ---- |
| Edvīns Bietags | 1    | 2:1       | August Neo          | 5    |
| Axel Cadier    | 2    | 3-0       | Werner Seelenbinder | 6    |

### 6 Turno
Si è disputato il 9 agosto.
| Vincitore   | Pen. | Risultato | Sconfitto      | Pen. |
| ----------- | ---- | --------- | -------------- | ---- |
| Axel Cadier | 3    | 3-0       | Edvīns Bietags | 4    |

## Classifica finale
| Pos.    | Atleta              | Nazione        |
| ------- | ------------------- | -------------- |
| Oro     | Axel Cadier         | Svezia         |
| Argento | Edvīns Bietags      | Lettonia       |
| Bronzo  | August Neo          | Estonia        |
| 4       | Werner Seelenbinder | Germania       |
| 5       | Umberto Silvestri   | Italia         |
| 6       | Olaf Knudsen        | Norvegia       |
| 7       | Franz Foidl         | Austria        |
| 8       | Mustafa Avcioğlu    | Turchia        |
| 9       | Edvard Westerlund   | Finlandia      |
| 10      | František Mráček    | Cecoslovacchia |
| 11      | Jean Houdry         | Francia        |
| 11      | Gyula Bóbis         | Ungheria       |
| 11      | Georg Argast        | Svizzera       |